# Санкт-Петербургское шоссе (Санкт-Петербург)
Санкт-Петербу́ргское шоссе́ — шоссе в посёлке Стрельна и городе Петергофе Петродворцового района Санкт-Петербурга. Проходит от Петергофского шоссе (от переезда с трамвайной линией) до Парковой улицы и улицы Чайковского. На восток продолжается Петергофским шоссе, на запад — Санкт-Петербургским проспектом.
Первоначально вся дорога от Нарвских ворот до Зверинской улицы в Петергофе, включая современные проспект Стачек и Санкт-Петербургский проспект, носила название Петерго́фская. Оно появилось в 1780-х годах.
В 1839 году участку от дома 34 до улицы Гоголя присвоили название Петербу́ргская улица. В середине XIX века к ней был присоединен участок от улицы Гоголя до усадьбы Михайловка. Оставшийся участок с середины XIX века носил название Петербургское шоссе. В конце XIX века в состав Петербургского шоссе вошла Петербургская улица.
В 1914 году шоссе переименовали в Петрогра́дское, в 1924 году — в Ленингра́дское, что было связано с изменением названия города.
1 сентября 1993 года шоссе вернули старое название, но в измененном виде — Санкт-Петербургское.
В 2023 году был реконструирован перекресток Санкт-Петербургского шоссе и проспекта Буденного: в частности, проезжую часть шоссе расширили на одну полосу.

## Достопримечательности
- № 15 — монастырь Сергиева Приморская пустынь  781520365140006;
- № 66 — Стрельнинский почтовый дом;
- № 82А, 84А — казармы Лейб-гвардии стрелкового артиллерийского дивизиона;[4]
- № 109 — Михайловская дача  781620510380006;
- № 115 — Усадьба «Знаменка»  781620561250006;
- № 115, корпус 11 — часовня преподобного Иосифа Песнописца.

## Граничит или пересекается с улицами и проспектами
- проспект Будённого
- Варлаамовская улица (Сергиевская слобода)
- Улица Ленина (Сергиевская слобода)
- Переулок Володарского (Сергиевская слобода)
- Расстанная улица (Сергиевская слобода)
- Арктический переулок (Стрельна)
- Улица Глинки (Стрельна)
- Красносельское шоссе (Стрельна)
- Улица Каменка (Стрельна)
- Почтовый переулок (Стрельна)
- Улица Попова (Стрельна)
- Ново-Нарвское шоссе
- Улица Максима Горького (Стрельна)
- Орловская улица (Стрельна)
- Фронтовая улица
- Стрельнинская улица
- Львовская улица (Стрельна)
- Нагорная улица (Стрельна)
- Улица Гоголя (Стрельна)
- Кропоткинская улица (Стрельна)
- Улица Тургенева (Стрельна)
- Улица Достоевского (Стрельна)
- Заводская дорога (Стрельна)
- улица Крылова
- Гофмейстерская улица
- Волхонское шоссе
- Улица Макарова (Шуваловка)
- Улица Нахимова (Шуваловка)
- Морской переулок (Шуваловка)
- Ропшинское шоссе
- Улица Знаменка (Знаменка)
- Мостовая улица (Знаменка)
- Средний переулок (Знаменка)
- Средняя улица (Петергоф)
- Алексеевская улица (Петергоф)
- Улица Чайковского (Знаменка)